# Mário Vendramel
Mário Vendramel (Presidente Prudente, 1932 - Curitiba, 9 de fevereiro de 2000) foi um empresário, radialista, radioator, comunicador de rádio e televisão e apresentador de programas de auditório brasileiro, conhecido como o "Chacrinha do Paraná".

## Biografia
Nascido no interior do estado de São Paulo, mudou-se, ainda criança e com a família, para Apucarana, pois seu pai, que possuía comércio e maquinário de beneficiamento de arroz e moagem de mandioca, vislumbrou melhores dias no norte do Paraná, onde cidades estavam sendo fundadas, atraindo novos emigrantes e muitos negócios.
Ainda na adolescência, começou a trabalhar como sonoplasta na "Rádio Difusora Apucarana" (ZYB8) e em 1948, quando a emissora perdeu um dos seus locutores, foi promovido. Com a nova ocupação, passou a narrar jogos de futebol (gravado de momento e transmitido horas depois), apresentar noticiários e programas sertanejos com auditório.
Em 1950, mudou-se para Londrina, pois foi contratado pela "Rádio Londrina" mas na condição de sonoplasta. Em 1951, quando o empresário Nestor de Castro Bauer, que possuía rádios sob arrendamento em Arapongas e Londrina, mudou-se para Curitiba, levou consigo o jovem sonoplasta e o apresentou na Rádio B2, principal rádio da capital paranaense. Ali começou a trabalhar como locutor, depois apresentador de programas de auditório, além de atuar como radioator, quando dividia o protagonismo de galã com Sinval Martins, em radionovelas. Foi nesta emissora que criou o programa "Expresso da Quinta", que era um programa de calouros.
Em 1965, fundou uma agência de publicidade, dedicando-se maior tempo em sua empresa do que na rádio.
Em meados de 1969, foi convidado a formatar um programa semanal de auditório na TV Paranaense (canal 12, atual RPC). É quando lançou, em 1970, o "Maxi Show Mário Vendramel", um programa de calouros com um elenco de moças dançarinas, similar ao Discoteca do Chacrinha. Entres a revelações do programa, neste período, estão nomes como Isadora Ribeiro e Ratinho. Ratinho, inclusive, passou a apresentar-se no "Festival de Valores Novos", que era um show igual ao programa, apresentado em várias cidades do Paraná. Quando a televisão colorida chegou ao Brasil, o "Maxi Show" foi o primeiro programa com esta tecnologia da TV paranaense, além de ser o pioneiro em programas de variedades do estado. Além de calouros, tinham a apresentação de cantores de renome nacional (como Gilliard, Tim Maia, Doris Monteiro, Gilberto Gil) e uma gincana escolar. Em 1971, o programa passou a ser exibido, conjuntamente, para o estado de Santa Catarina, através de uma parceria entre emissoras.
Em 1976, participou do elenco do filme Socorro! Eu não Quero Morrer Virgem.
Em 1977, o "Maxi Show" mudou de emissora e o apresentador rebatizou para "Programa Mário Vendramel", agora na TV Iguaçu (canal 4). Nesta fase, é o campeão de audiência no interior do estado e na capital, empata com o "Programa do Chacrinha" na TV Tupi, ambos exibidos no mesmo horário. Entre os seus jurados, neste período, marcaram presença personalidades como Elke Maravilha, Nelson Rubens, Fátima Freire e Wilza Carla.
Em 1979, ao viajar para São Paulo, via terrestre, assinou um contrato para apresentar o programa na TV Record.Ao retornar, sofreu um acidente automobilístico que o deixou incapacitado de trabalhar por dois anos. Neste período, o contrato com a emissora paulista foi cancelado e o seu programa em Curitiba, foi apresentado pelo seu filho em parceria com Mario Celso Cunha (ambos, produtores do programa).
Neste meio tempo, em 1980, o "Programa Mário Vendramel" saiu da TV Iguaçu e passou a ser apresentado na TV Paraná (canal 6, depois Rede OM e atual CNT Curitiba). Em 1992, seu contrato não foi renovado e o programa deixou de existir.
Os anos que se seguiram, passou a fazer shows itinerantes nos moldes do programa televisivo, em cidades do Paraná e Santa Catarina.

## Morte
Na madrugada de 9 de fevereiro de 2000, morreu, em Curitiba, depois de 10 dias internados no hospital em decorrência do diabetes.

## Na mídia e homenagem
Em 2012, foi lançado o documentário "Mário Vendramel – 35 anos no ar", dirigido pela jornalista Tatiana Escosteguy.
Como homenagem ao comunicador, Curitiba batizou uma praça com o seu nome: "Praça Mário Vendramel", no bairro Prado Velho, e a cidade de Assis Chateaubriand possui o "Centro Musical Mário Vendramel", instituição municipal ligada a institutos acadêmicos locais.